# Maptyelus depressus
Maptyelus depressus är en insektsart som beskrevs av Matsumura 1942. Maptyelus depressus ingår i släktet Maptyelus och familjen spottstritar. Inga underarter finns listade i Catalogue of Life.